# Cebularz lubelski
Cebularz – wywodzący się z kuchni żydowskiej pszenny placek, o średnicy od 15 do 20 centymetrów, pokryty pokrojoną w kostkę cebulą wymieszaną z makiem (15%–20%), charakterystyczny dla Lubelszczyzny.
Cebularz to jeden z najbardziej popularnych produktów tradycyjnych w województwie lubelskim. Pierwsze wzmianki na jego temat, a także przekazywana z pokolenia na pokolenie receptura, sięgają XIX stulecia. Jako pierwsi cebularze zaczęli wypiekać Żydzi z lubelskiego Starego Miasta, a przed II wojną światową był już on znanym przysmakiem na całej Lubelszczyźnie.
Józef Honig tak wspominał przedwojenne przysmaki Lublina:

Były dobre chleby, bułeczki. Jaki był – cebularz!!! Żydowskie piekarnie były bardzo dobre. Jaki był placek żydowski! Były cebularze – jaki to był smak!!! Te bułki jakie były. Jeszcze tu był Zięba na Kalinie, tam z tyłu, za cmentarzem. Jaki on miał chleb, jakie bułki miał... Ale on nie oszukiwał. Dodał masło, dodał mleko. Do ciasta dodał wszystko.

W 2007 roku cebularz został wpisany na listę produktów tradycyjnych, a od sierpnia 2014 jest chroniony prawem Unii Europejskiej jako produkt regionalny.
Od 2017 roku w Lublinie działa Regionalne Muzeum Cebularza.